# Група синхізиту

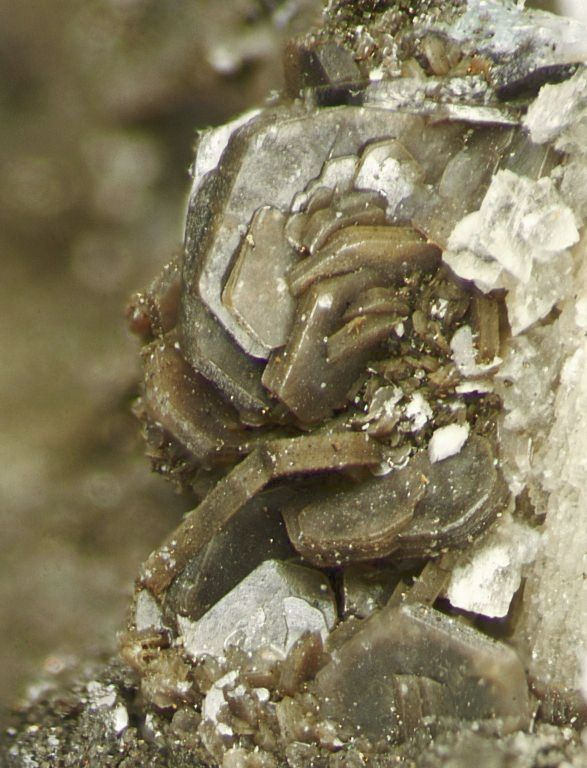
Синхізит-(Ce) з кар'єру Poudrette (Квебек, Канада)

Група синхізиту — група мінералів, флуоркарбонатів кальцію і церієвої групи рідкісних земель острівної будови. 
Назва — від грецьк. «синхізис» — переплутання (G. Flink, 1900).

## Склад групи
Трьома хімічно ізоструктурними кінцевими членами є синхізит-(Ce), синхізит-(Nd) і синхізит-(Y). Хуанхеїт-(Ce) належить до групи, але має іншу симетрію, а кальцій замінений барієм:
| Назва мінералу | Хімічна формула                          | Симетрія               | Просторова група                      |
| -------------- | ---------------------------------------- | ---------------------- | ------------------------------------- |
| хуанхеїт-(Ce)  | {\displaystyle {\ce {BaCe(CO3)2F}}}      | {\displaystyle 3\;2/m} | {\displaystyle R\;{\overline {3}}\;m} |
| синхізит-(Ce)  | {\displaystyle {\ce {Ca(Ce,La)(CO3)2F}}} | {\displaystyle 2/m}    | {\displaystyle C\;2/c}                |
| синхізит-(Nd)  | {\displaystyle {\ce {CaNd(CO3)2F}}}      | {\displaystyle 2/m}    | {\displaystyle C\;2/c}                |
| синхізит-(Y)   | {\displaystyle {\ce {CaY(CO3)2F}}}       | {\displaystyle 2/m}    | {\displaystyle C\;2/c}                |

Варіанти формули:
- За Є. Лазаренком, К. Фреєм, Ґ. Штрюбелем синхізит-(Ce) має формулу СаСе[F(CO3)2].
- За «Fleischer's Glossary» (2004):
  - синхізит-(Nd) — Ca(Nd, La)[CO3]2F;
  - синхізит-(Y) — Ca(Y, Ce)[CO3]2F.

## Загальний опис
Сингонія ромбічна або моноклінна. Форми виділення: ромбічні кристали, товсті таблички. Густина 3,9. Тв. 4,0-5,0. Спайність по (001). Колір восково-жовтий до коричневого. Напівпрозорий. Блиск скляний. Злам напівраковистий.

## Розповсюдження
Гідротермальні мінерали. Зустрічаються разом з астрофілітом, ельпідитом у пегматитах лужних сієнітів Південної Гренландії, в жилах альпійського типу у Швейцарії, олов'яних жилах Південної Африки. Рідкісні.